# McLea Nunatak
McLea Nunatak är en nunatak i Antarktis. Den ligger i Östantarktis. Australien gör anspråk på området. Toppen på McLea Nunatak är 1 806 meter över havet.
Terrängen runt McLea Nunatak är platt åt sydväst, men åt nordost är den kuperad. Trakten är obefolkad. Det finns inga samhällen i närheten.